# Вегелін Олександр Іванович
Олександр Іванович Вегелін (нар. 1801 — пом. 1860) — поручник, командир 3 роти Литовського пионерного батальйону. Член Товариства військових друзів. Двоюрідний брат Костянтина Ігельстрома.

## Життєпис
З дворян Волинської губернії. Батько — доктор медицини Йоганн-Крістоф Вегелін. Виховувався у Першому кадетському корпусі, випущений прапорщиком у 7 піонерний батальйон 26 липня 1818 року. Поручник — 25 березня 1822 року, переведений в Литовський піонерний батальйон — 30 червня 1823 року. Член таємного Товариства військових друзів, організатор виступу Литовського піонерного батальйону.
Заарештований 26 грудня 1825 року і знаходився в Білостоці. Військовим судом позбавлений дворянства, чинів і засуджений до смертної кари, по найвищій конфірмації 15 квітня 1827 року засланий на 10 років в каторжну роботу із залишенням потім у Сибіру на поселенні.
Каторгу відбував в Читинському острозі і в Петровському заводі. За указом 8 листопада 1832 року звернений на поселення в слободу Стрітенську Нерчинського заводського округу Іркутської губернії. У 1835 році до нього перевели Ігельстрома. Брати прожили разом майже рік, займаючись сільським господарством. У січні 1837 року Вегеліну було дозволено поступити на службу в Окремий кавказький корпус, визначений рядовим в Кабардинський єгерський полк 18 серпня 1837 року. Олександр Іванович брав участь у військових експедиціях, будівництві Головінського і Махошевського укріплень, форту Лазаревського.
Підвищений за відзнаку в унтер-офіцери — 18 серпня 1838 року. На Кавказі він познайомився з Львом Пушкіним, братом Олександра Пушкіна, і Михайла Лермонтова. У січні 1843 року звільнений у відставку в чині прапорщика за станом здоров'я із забороною в'їзду в обидві столиці та з поліцейським наглядом за місцем проживання. Жив у Полтаві, потім у родичів у Новій Празі Херсонської губернії і в Одесі, де завідував мінеральними водами. В Одесі на руках Вегеліна помер Лев Пушкін на 47 році від народження. Там же помер Олександр Іванович Вегелін.
Був похований на Першому Християнському цвинтарі Одеси. 1937 року комуністичною владою цвинтар було зруйновано. На його місці був відкритий «Парк Ілліча» з розважальними атракціонами, а частина була передана місцевому зоопарку. Нині достеменно відомо лише про деякі перепоховання зі Старого цвинтаря, а дані про перепоховання Вегеліна відсутні.